# Nadtlenek baru
Nadtlenek baru, BaO
2 – nieorganiczny związek chemiczny z grupy nadtlenków. Jest utleniaczem stosowanym m.in. do bielenia i w pirotechnice.

## Otrzymywanie
Nadtlenek baru może zostać otrzymany poprzez ogrzewanie tlenku baru w temperaturze 500 °C w powietrzu lub tlenie:
2BaO + O
2 → 2BaO
2

## Właściwości
Nadtlenek baru jest białoszarym ciałem stałym krystalizującym w układzie tetragonalnym. W temperaturze 700 °C rozkłada się do tlenku baru i tlenu. Rozkłada się także w niższych temperaturach, jednak znacznie wolniej. Z rozcieńczonymi kwasami tworzy nadtlenek wodoru:
BaO
2 + 2HCl → BaCl
2 + H
2O
2
Jest bardzo słabo rozpuszczalny w wodzie, w której rozkłada się powoli z wytworzeniem wodorotlenku baru.